# Rosine Mbakam

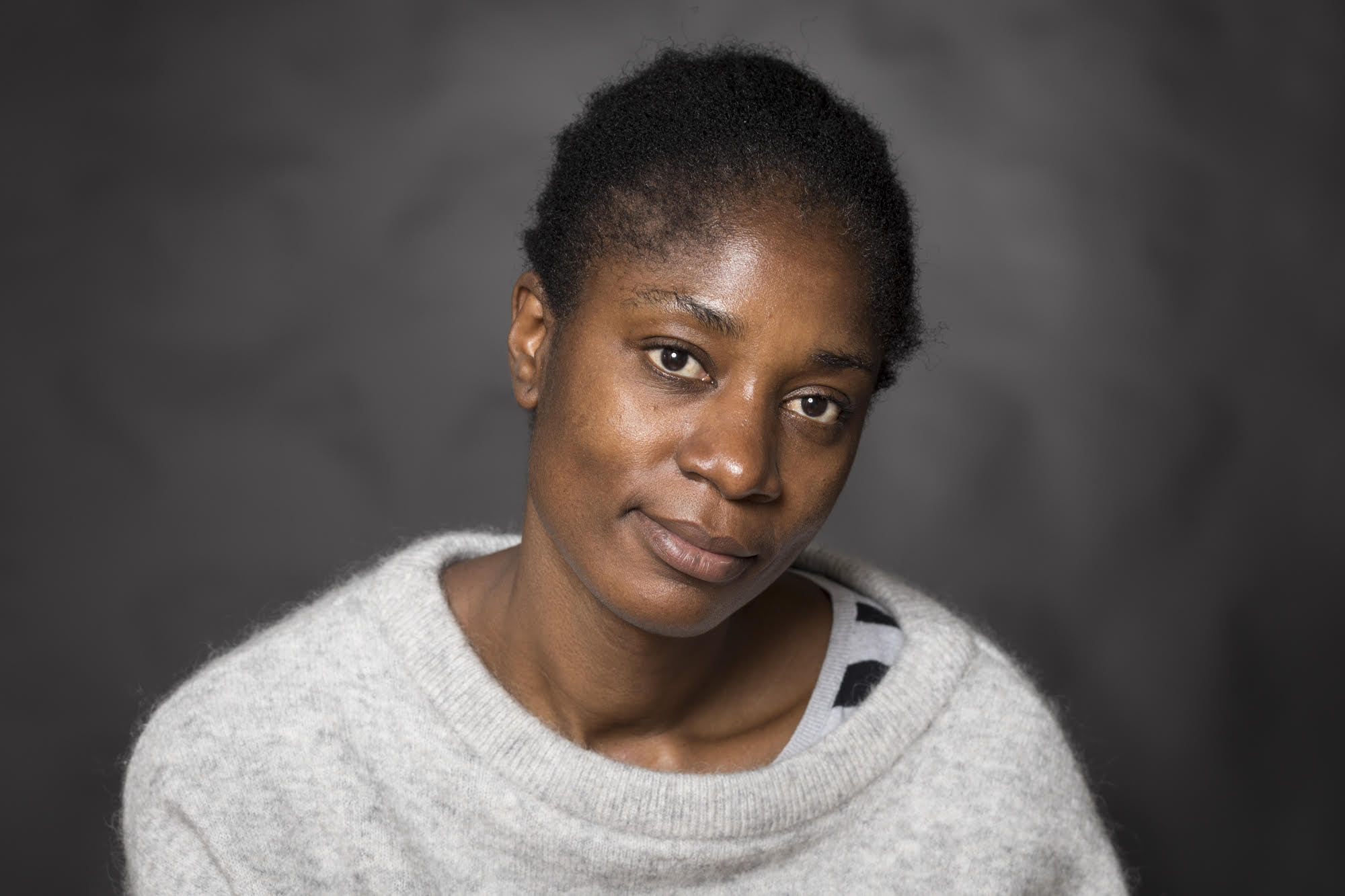
Rosine Mbakam

Rosine Mbakam (geb. 10. Januar 1980) ist eine kamerunische Filmemacherin, die seit 2007 in Belgien lebt und arbeitet. Bekannt ist sie insbesondere für ihre Dokumentarfilme, in denen sie das Leben afrikanischer Frauen zwischen kolonialer Vergangenheit, Migration und Gegenwartserfahrungen thematisiert.

## Leben
Rosine Mbakam wuchs in Kamerun auf. Ihre Leidenschaft für das Filmemachen entstand bereits in jungen Jahren, inspiriert durch Erlebnisse mit ihrer Familie. Nach ersten audiovisuellen Erfahrungen bei der italienischen Nichtregierungsorganisation Centro Orientamento Educativo arbeitete sie vier Jahre lang für den privaten Fernsehsender Spectrum Television (STV) in Douala. 2007 verließ sie Kamerun für ein Studium der Filmregie an der Filmhochschule INSAS in Brüssel. Nach ihrem Abschluss gründete sie 2014 mit Geoffroy Cernaix die Produktionsfirma Tândor Productions. Mbakam ist verheiratet und Mutter zweier Kinder.

## Werk
Rosine Mbakams Arbeiten setzen sich vor allem mit Fragen der Dekolonisation, des Rassismus und der weiblichen Identität auseinander. Ihre Filme zeichnen sich durch eine persönliche, oft intime Erzählweise aus, in der sie zur Herstellung einer möglichst direkte Beziehung zu ihren Protagonistinnen selbst Kameraführung und Ton verantwortet. Mbakam betrachtet ihre Filme als Instrument zur Dekolonisation der afrikanischen Wahrnehmung und Identität und hinterfragt dabei den westlichen Blick auf afrikanische Gesellschaften. Ihre Arbeiten wurden weltweit auf Festivals präsentiert, darunter beim Toronto International Film Festival, den Internationalen Filmfestspielen von Cannes und beim Internationalen Frauenfilmfestival Dortmund/Köln.
Ihr erster langer Dokumentarfilm The Two Faces of a Bamiléké Woman (2016) ist ein autobiografischer Film, der Mbakams Rückkehr nach Kamerun und die Begegnungen mit ihrer Mutter und anderen weiblichen Familienangehörigen behandelt. Der Film reflektiert über Generationenkonflikte, Traditionen und den Prozess persönlicher Dekolonisation.
In Chez Jolie Coiffure (2018) dokumentiert Mbakam den Alltag von Migrantinnen in einem kleinen Friseursalon in Brüssel, der einen geschützten Raum und Treffpunkt darstellt, zugleich aber auch Schauplatz rassistischer und behördlicher Repressionen ist.
Der Dokumentarfilm Delphine’s Prayers (2021) porträtiert die Kamerunerin Delphine, die als Sexarbeiterin in Belgien lebt, und thematisiert sexuelle Kolonialisierung sowie persönliche Emanzipation.
Mit Mambar Pierrette (2023) drehte Mbakam erstmals einen narrativen Spielfilm. Der Film erzählt die Geschichte ihrer Cousine Pierrette, einer Näherin in Douala, und behandelt alltägliche Herausforderungen, politische und wirtschaftliche Missstände in Kamerun sowie weibliche Solidarität. Mbakam verzichtet dabei auf eine Opferperspektive und zeichnet stattdessen ein wirklichkeitsnahes, würdiges und nuanciertes Porträt ihrer Protagonistin.